# ESSENTIALS (マキシマム ザ ホルモンの作品)
『ESSENTIALS』（エッセンシャルズ）は、日本のロックバンド・マキシマム ザ ホルモンの作品。2021年3月12日に腹ペコえこひいき加盟店での特別先行販売が開始し、同年3月31日にワーナーミュージック・ジャパンから一般発売された。

## 概要
発売した2019年当時、ESSENTIAL=不可欠なものだったマスク二枚とコロナナモレモモのラストシングル(8～9曲入り)のセット。販売価格は\2426("にじぷろ"価格)。
マスクはREGULAR STYLE,HARD-CORE STYLE,LIVE/FES参戦 STYLEの三種類のいずれか+ASSALEE WHITE MASKの一枚。
CD「LUST」は本店Ver.と2号店Ver.のどちらかがランダムで封入されている。両形態共通でコロナナモレモモのカバー3曲と「豚マシマシ トッピング TRACK」としてスマホゲーム「SHOW BY ROCK!!」タイアップ楽曲であるROLLING1000豚[KSUKE REMIX]に加え、本店のアルバム「糞盤」のボーナストラックである「祟り君 ～タタリくん～」の本店＆2号店のメンバー一人一人が歌入れしたバージョンが収録されている。
一般発売と同日に2号店のカバー3曲のみを収録したジェネリック版が同時発売された。

## 収録曲

### 本店Ver.
1. ビキニ・スポーツ・ポンチン
2. チューチュー ラブリー ムニムニ ムラムラ プリンプリン ボロン ヌルル レロレロ
3. シミ
4. ROLLING1000豚[KSUKE REMIX]feat.アイナ・ジ・エンド(BiSH)
5. 祟り君～タタリくん～ マキシマムザ亮君Ver.
6. 祟り君～タタリくん～ ダイスケはんVer.
7. 祟り君～タタリくん～ 上ちゃんVer.
8. 祟り君～タタリくん～ ナヲVer.

### 2号店Ver.
1. ビキニ・スポーツ・ポンチン
2. チューチュー ラブリー ムニムニ ムラムラ プリンプリン ボロン ヌルル レロレロ
3. シミ
4. ROLLING1000豚[KSUKE REMIX]feat.アイナ・ジ・エンド(BiSH)
5. 祟り君～タタリくん～ タクマVer.
6. 祟り君～タタリくん～ オマキVer.
7. 祟り君～タタリくん～ D×DVer.
8. 祟り君～タタリくん～ わかざえもんVer.
9. 祟り君～タタリくん～ セキはんVer.